# セオフィラス・ヘイスティングズ (第9代ハンティンドン伯爵)

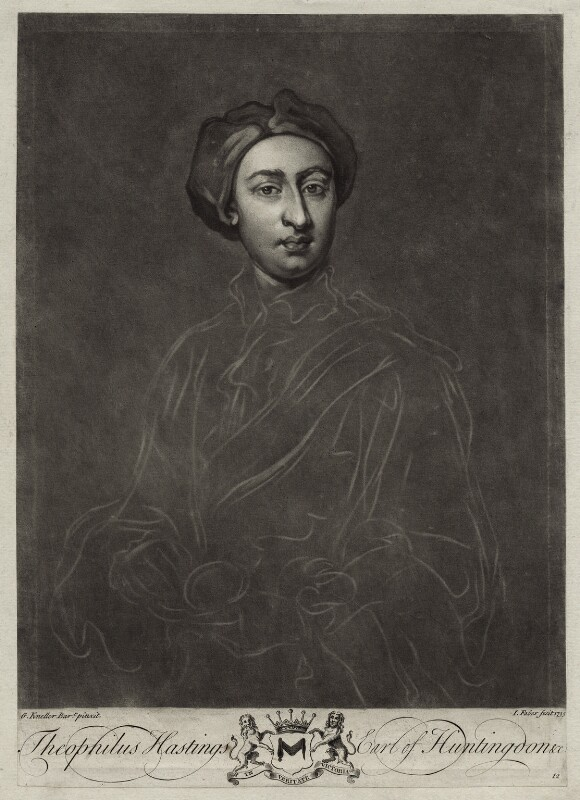
第9代ハンティンドン伯爵

第9代ハンティンドン伯爵セオフィラス・ヘイスティングズ（英語: Theophilus Hastings, 9th Earl of Huntingdon、1696年11月12日 – 1746年10月13日）は、グレートブリテン王国の貴族。

## 生涯
第7代ハンティンドン伯爵セオフィラス・ヘイスティングズとメアリー・フランシス・ファウラー（Mary Frances Fowler）の息子として、1696年11月12日に生まれた。1705年2月22日に兄ジョージが死去すると、ハンティンドン伯爵の爵位を継承した。
1727年10月11日のジョージ2世戴冠式で剣持ちの役割を務めた。
1728年6月3日、セリナ・シャーリー（1707年 – 1791年、第2代フェラーズ伯爵ワシントン・シャーリーの娘）と結婚した。2人はドニントン・パークに住んだ。
- フランシス（1729年 – 1789年） - 第10代ハンティンドン伯爵
- エリザベス（1731年 – 1808年） - 第13代ヘイスティングズ女男爵、第15代ハンガーフォード女男爵、第16代バットリー女男爵

1739年に創設された捨子養育院の初代総裁の1人だった。
1746年10月13日に死去、息子フランシスが爵位を継承した。
第9代ハンティンドン伯爵の記念碑はアシュビー＝デ＝ラ＝ズーシュの聖ヘレン教会に設置されている。